# 倉本一真
倉本 一真（くらもと かずま、1986年10月29日 - ）は、日本の男性総合格闘家、元レスリング選手。リバーサルジム新宿Me,We所属。レスリング全日本選手権3連覇。初代KNOCK OUT-UNLIMITEDスーパーフェザー級王者。

## 経歴

### レスリング
滋賀県蒲生郡日野町出身。小・中学校で空手、中学校で柔道とレスリングに取り組み、レスリングで中学2年生で全国中学生選手権ベスト8。滋賀県立日野高等学校3年時（2004年）には全国高等学校選抜レスリング大会、JOC杯ジュニア、全国高校生グレコローマン選手権、第59回国民体育大会少年の部などタイトルを総なめにした。
2005年に拓殖大学に入学するが、事情あって2006年に退学。その後で高田裕司（山梨学院大学監督）からの誘いを受けて山梨学院大学に再入学し、レスリングに邁進する。山梨学院大学時代には2007年全日本大学グレコローマン選手権60kgに優勝するなどの実績を積んだ。
大学卒業後は自衛隊に入隊。自衛隊時代には全日本レスリング選手権大会男子グレコローマン59kg級・60級で2012年から3連覇を達成し、2013年レスリング世界選手権（ハンガリー・ブダペスト）ではイスマエル・ボレロ・モリーナ（キューバ）にテクニカルフォール勝ちするなどして7位入賞を果たした。2014年全日本選手権男子グレコローマン59kg級の決勝では太田忍にフォール勝ちを収め優勝している。
目標としていた2016年リオデジャネイロオリンピックは前年の全日本レスリング選手権大会で河名真寿斗に敗北したために夢を叶えることができなかった。

### 修斗
その後、2020年東京オリンピックを目指すことなく自衛隊を退官し、新たな戦いの場として総合格闘技を選び、修斗の2017年のトライアウトに合格。
2017年、Shooto Infinity League Finals 2017にて総合格闘家としてデビュー戦に臨み、鈴木弘之にグラウンドパンチでKO勝ちを収めてデビュー戦勝利を飾った。
2019年11月24日、SHOOTO 30th ANNIVERSARY TOUR FINALにて根津優太と対戦。計8度のジャーマン・スープレックスを成功させ、3RTKO勝ち。この試合は2019年の修斗年間表彰ベストバウトに選出された。
2020年5月31日、修斗世界バンタム級暫定王座決定戦で岡田遼と対戦、2RKO負けにより王座獲得に失敗するとともに、プロ初黒星を喫した。

### RIZIN
2020年12月31日、RIZIN初参戦となったRIZIN.26で中原太陽と対戦し、1RにサッカーボールキックでTKO勝ちを収めた。
2021年6月27日、RIZIN.29のバンタム級JAPANグランプリ1回戦でアラン“ヒロ”ヤマニハと対戦し、1Rに劣勢となるも、徐々に巻き返したが0-3の判定負けを喫した。
2022年2月23日、RIZIN TRIGGER 2ndで加藤ケンジと対戦し、グラウンド状態の膝蹴りで1R TKO勝ち。
2022年4月16日、RIZIN TRIGGER 3rdで金太郎と対戦予定だったが、金太郎が試合2日前の朝に起き上がれなくなり腰の負傷により急遽欠場。試合が中止となった。
2022年5月5日、RIZIN LANDMARK vol.3で魚井フルスイングと対戦し、3R判定勝ちを収めた。試合前に片方の足首と膝の半月板を損傷してほぼ歩けない状態となり練習もほとんど出来ない状態だったが、治療しながら強行出場していた。試合から少し経った時期に手術を行った。
2022年11月6日、RIZIN LANDMARK 4で元DEEP2階級王者の元谷友貴と対戦し、白熱した激しい試合展開となるも最後は劣勢となり、3-0の判定負けとなった。
2023年4月29日、RIZIN LANDMARK 5でレスリング選手時代には2勝1敗と勝ち越していたレスリング・リオ五輪銀メダリストの太田忍と対戦し、1R27秒に右フックでKO負けを喫した。
2024年4月29日、RIZIN.46でヤン・ジヨンと対戦し、2-1の判定勝利を収めた。
2024年10月16日、倉本一真 公式Youtubeチャンネルを開設。

## 人物・エピソード
- 2020年8月5日、女子レスリング48キロ級金メダリストの登坂絵莉との結婚を公表した[15]。翌年の2021年8月10日に第一子となる息子が誕生した。
- RIZINとの契約を期に2021年に仕事をやめて格闘技一本に集中するまで、仕事の関係から週に3回しか格闘技の練習をできなかった。そのような環境にもかかわらず、総合格闘技プロデビューから2年弱で修斗のタイトルマッチまで上り詰めた[16]。
- 2024年12月14日、NHK教育Eテレ_阿佐ヶ谷アパートメント_２０２４▽第８話　メタモルフォーゼしたい夜　https://www.nhk.jp/p/ts/BM338X5G3Y/episode/te/8VYNP5LLRQ/　_201号室「めおと部屋」住人として登坂絵莉（妻）と出演

## 戦績

### プロ総合格闘技
| 総合格闘技 戦績 | 総合格闘技 戦績 | 総合格闘技 戦績 | 総合格闘技 戦績 | 総合格闘技 戦績 | 総合格闘技 戦績 | 総合格闘技 戦績 |
| --------------- | --------------- | --------------- | --------------- | --------------- | --------------- | --------------- |
| 14 試合         | (T)KO           | 一本            | 判定            | その他          | 引き分け        | 無効試合        |
| 10 勝           | 6               | 0               | 4               | 0               | 0               | 0               |
| 4 敗            | 2               | 0               | 2               | 0               | 0               | 0               |

| 勝敗 | 対戦相手             | 試合結果                            | 大会名                                                              | 開催年月日     |
| ○    | ヤン・ジヨン         | 5分3R終了 判定2-1                   | RIZIN.46 【日韓対抗戦】                                             | 2024年4月29日  |
| ×    | 太田忍               | 1R 0:27 KO（右フック）              | RIZIN LANDMARK 5                                                    | 2023年4月29日  |
| ×    | 元谷友貴             | 5分3R終了 判定0-3                   | RIZIN LANDMARK 4                                                    | 2022年11月6日  |
| ○    | 魚井フルスイング     | 5分3R終了 判定3-0                   | RIZIN LANDMARK vol.3                                                | 2022年5月5日   |
| ○    | 加藤ケンジ           | 1R 4:16 TKO（グラウンドでの膝蹴り） | RIZIN TRIGGER 2nd                                                   | 2022年2月23日  |
| ×    | アラン“ヒロ”ヤマニハ | 5分3R終了 判定0-3                   | RIZIN.29 【RIZINバンタム級JAPANグランプリ1回戦】                    | 2021年6月27日  |
| ○    | 中原太陽             | 1R 2:12 TKO（サッカーボールキック） | RIZIN.26                                                            | 2020年12月31日 |
| ×    | 岡田遼               | 2R 3:02 KO（左フック）              | PROFESSIONAL SHOOTO 2020 Vol.3 【修斗世界バンタム級暫定王座決定戦】 | 2020年5月31日  |
| ○    | 根津優太             | 3R 0:01 TKO（コーナーストップ）     | SHOOTO 30th ANNIVERSARY TOUR FINAL                                  | 2019年11月24日 |
| ○    | 平川智也             | 1R 0:35 KO（右フック）              | SHOOTO 30th ANNIVERSARY TOUR 第6戦                                  | 2019年7月15日  |
| ○    | 海下 DRAGON 竜太     | 1R 4:15 TKO (パウンド)              | SHOOTO 30th ANNIVERSARY TOUR 第2戦                                  | 2019年3月24日  |
| ○    | 岩鬼                 | 1R 1:44 TKO (パウンド)              | プロフェッショナル修斗後楽園ホール大会                              | 2018年11月27日 |
| ○    | 榎本明               | 5分3R終了 判定3-0                   | プロフェッショナル修斗川崎大会                                      | 2018年5月13日  |
| ○    | ガッツ天斗           | 5分3R終了 判定3-0                   | SHOOTO GIG TOKYO Vol.24                                             | 2018年2月24日  |

### カスタムルール
| 勝敗 | 対戦相手 | 試合結果                | 大会名                                                            | 開催年月日     |
| ○    | 栗秋祥梧 | 3R終了 判定3-0          | THE KNOCK OUT 【KNOCK OUT-UNLIMITEDスーパーフェザー級王座決定戦】 | 2025年6月22日  |
| ○    | 重森陽太 | 2R 2:43 TKO（パウンド） | K.O CLIMAX 2024 【KNOCK OUT-UNLIMITEDルール】                     | 2024年12月30日 |

### アマチュア総合格闘技
| 勝敗 | 対戦相手 | 試合結果              | 大会名                             | 開催年月日     |
| ○    | 鈴木弘之 | 1R 2:54 KO (パウンド) | Shooto Infinity League Finals 2017 | 2017年12月17日 |

### グラップリング
| 勝敗 | 対戦相手   | 試合結果                         | 大会名                  | 開催年月日     |
| △    | 桜庭大世   | 8分1R終了 判定0-0                | JAPAN MARTIAL ARTS EXPO | 2024年10月19日 |
| ○    | 寒河江寿康 | 1R TKO（ドクターストップ：負傷） | IRE                     | 2022年1月10日  |

## レスリング成績
- 2012年 - アジア選手権 グレコローマン 60kg級 2位
- 2012年 - 全日本選手権大会 グレコローマン 60kg級 1位
- 2013年 - 全日本選抜選手権大会 グレコローマン 60kg級 1位
- 2013年 - 世界選手権 グレコローマン 60kg級 7位
- 2013年 - 全日本選手権大会 グレコローマン 60kg級 1位
- 2014年 - 世界選手権 グレコローマン 59kg級 12位
- 2014年 - 全日本選手権大会 グレコローマン 59kg級 1位

## 表彰
- 修斗年間表彰2019 MVP（年間最高選手賞）[18]
- 修斗年間表彰2019 ベストバウト（年間最高試合）根津優太vs倉本一真

### 試合映像
1. ↑  『2019年11月24日 根津優太 vs 倉本一真 Yuta Nezu vs Kazuma Kuramoto』修斗 公式YouTubeチャンネル、2021年。
2. ↑  『【試合映像】中原太陽 vs. 倉本一真 / Taiyo Nakahara vs. Kazuma Kuramoto - RIZIN.26』RIZIN公式YouTubeチャンネル、2020年。
3. ↑  『【試合映像】倉本一真 vs. アラン“ヒロ”ヤマニハ / Kazuma Kuramoto vs. Alan “Hiro” Yamaniha - RIZIN.29』RIZIN公式YouTubeチャンネル、2021年。
4. ↑  『【試合映像】加藤ケンジ vs. 倉本一真 / Kenji Kato vs. Kazuma Kuramoto - RIZIN TRIGGER 2nd』RIZIN公式YouTubeチャンネル、2022年。
5. ↑  『【試合映像】元谷友貴 vs. 倉本一真 / Yuki Motoya vs. Kazuma Kuramoto - RIZIN LANDMARK 4』RIZIN公式YouTubeチャンネル、2022年。
6. ↑  『【試合映像】倉本一真 vs. 太田忍 / Kazuma Kuramoto vs. Shinobu Ota - RIZIN LANDMARK 5』RIZIN公式YouTubeチャンネル、2023年。

### 補足映像
1. ↑  『【番組】RIZIN CONFESSIONS #65（※試合映像＆倉本一馬による中原太陽戦の振り返りドキュメンタリー番組）』RIZIN公式YouTubeチャンネル、2020年。
2. ↑  『【番組】RIZIN CONFESSIONS #76（※試合映像＆倉本一真とアラン・ヒロ・ヤマニハによる試合振り返りドキュメンタリー番組）』RIZIN公式YouTubeチャンネル、2021年。
3. ↑  『【番組】RIZIN CONFESSIONS #92（※試合映像＆倉本一真と加藤ケンジによる試合振り返りドキュメンタリー番組）』RIZIN公式YouTubeチャンネル、2022年。
4. ↑  『【番組】RIZIN CONFESSIONS #100（※試合映像＆倉本一真と魚井フルスイングによる試合振り返りドキュメンタリー番組）』RIZIN公式YouTubeチャンネル、2022年。
5. ↑  『【番組】RIZIN CONFESSIONS #110（※試合映像＆元谷友貴と倉本一真による試合振り返りドキュメンタリー番組）』RIZIN公式YouTubeチャンネル、2022年。
6. ↑  『【番組】RIZIN CONFESSIONS #122（※試合映像＆太田忍と倉本一真とによる試合振り返りドキュメンタリー番組）』RIZIN公式YouTubeチャンネル、2023年。
7. ↑  『【番組】RIZIN CONFESSIONS #149（※番組内で試合映像＆倉本一真とヤン・ジヨンによる試合振り返りドキュメンタリー番組）』RIZIN公式YouTubeチャンネル、2024年。